# Nebti-tepites
Nebti-tepites (nb.tỉ tp ỉt = s, "Les dues corones del cap del seu pare") va ser una princesa egípcia de la IV Dinastia. Se sap de la seva existència perquè apareix esmentada a la tomba de la seva mare, Meresankh II.

## Biografia
Nebti-tepites era filla del príncep Horbaef i de la seva mitja germana Meresankh II. Tenia una germana Nefertkau III i un germà Djati. Després de la mort de Horbaef, Meresankh es va casar amb un faraó, o Djedefre o Khafre, i es va convertir en una reina. Així doncs, Nebti-tepites era alhora neboda i fillastra del segon marit de la seva mare.